# Haviland (Ohio)

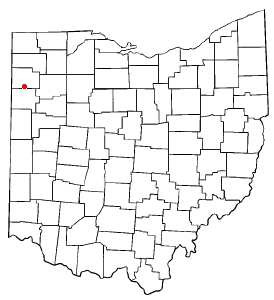
Haviland na planie stanu Ohio

Haviland – wieś w USA, w hrabstwie Paulding, w stanie Ohio.
W roku 2010, 26,5% mieszkańców miało poniżej 18 lat, 10,3% było w wieku od 18 do 24 lat, 27,4% było w wieku 25 do 44 lat, 22,8% było w wieku 45 do 64 lat, 13% osób miało 65 lat albo więcej. We wsi było 47,9% mężczyzn i 52,1% kobiet.
Liczba mieszkańców w 2010 roku wynosiła 215.